# فراسوی رانگون
فراسوی رانگون یا آن سوی رانگون (به انگلیسی: Beyond Rangoon) فیلمی محصول سال ۱۹۹۵ و به کارگردانی جان بورمن است. در این فیلم بازیگرانی همچون پاتریشا آرکت، فرانسیس مک‌دورمند و اسپالدینگ گری ایفای نقش کرده‌اند.